# A reformáció napja
A reformáció napja több protestáns egyházban október 31-én tartott ünnepnap, annak emlékére, hogy a hagyomány szerint 1517-ben ezen a napon függesztette ki Luther Márton a wittenbergi vártemplom ajtajára a bűnbocsátó levelek árusításával kapcsolatos 95 tételét (újabb kutatások szerint a tételeket Luther a legvalószínűbben először levél útján juttatta el feletteséhez, a megyés püspökhöz, nem pedig a templomajtóra szögezte ki).

## Története
A reformációt eleinte különböző dátumokkal kapcsolatban ünnepelték: Luther születésének évfordulója (november 10.), illetve halála napján (február 18.), az Ágostai hitvallás hivatalos felolvasásának napján (június 25.). 1667-ben, a 95 tétel nyilvánosságra hozásának 150. évfordulóján a II. János György szász választófejedelem által vezetett szászországi evangélikus egyházi főtanács elrendelte, hogy ezt a napot, amelyet a vallásjavítás kezdőpontjának lehet tekinteni, megünnepeljék. Ettől az időtől fogva lassanként más evangélikus egyházakban is szokásba jött ennek a napnak vagy a rá következő vasárnapnak a megünneplése.
Magyarországon is nagy hagyománya van a nap megünneplésének, a legtöbb protestáns gyülekezet ünnepi istentiszteletet tart ezen a napon. 1939 óta pedig október végén rendezik meg az Országos Protestáns Napok ünnepségsorozatát a legnagyobb protestáns egyházak. 
A reformáció napja hivatalos állami ünnep Szlovéniában, illetve Németország egyes szövetségi államaiban (Brandenburg, Mecklenburg-Elő-Pomeránia, Szász-Anhalt, Szászország, Türingia). Svájcban és egyes német tartományokban a protestáns egyházak az október 31-e utáni vasárnapon ünneplik.

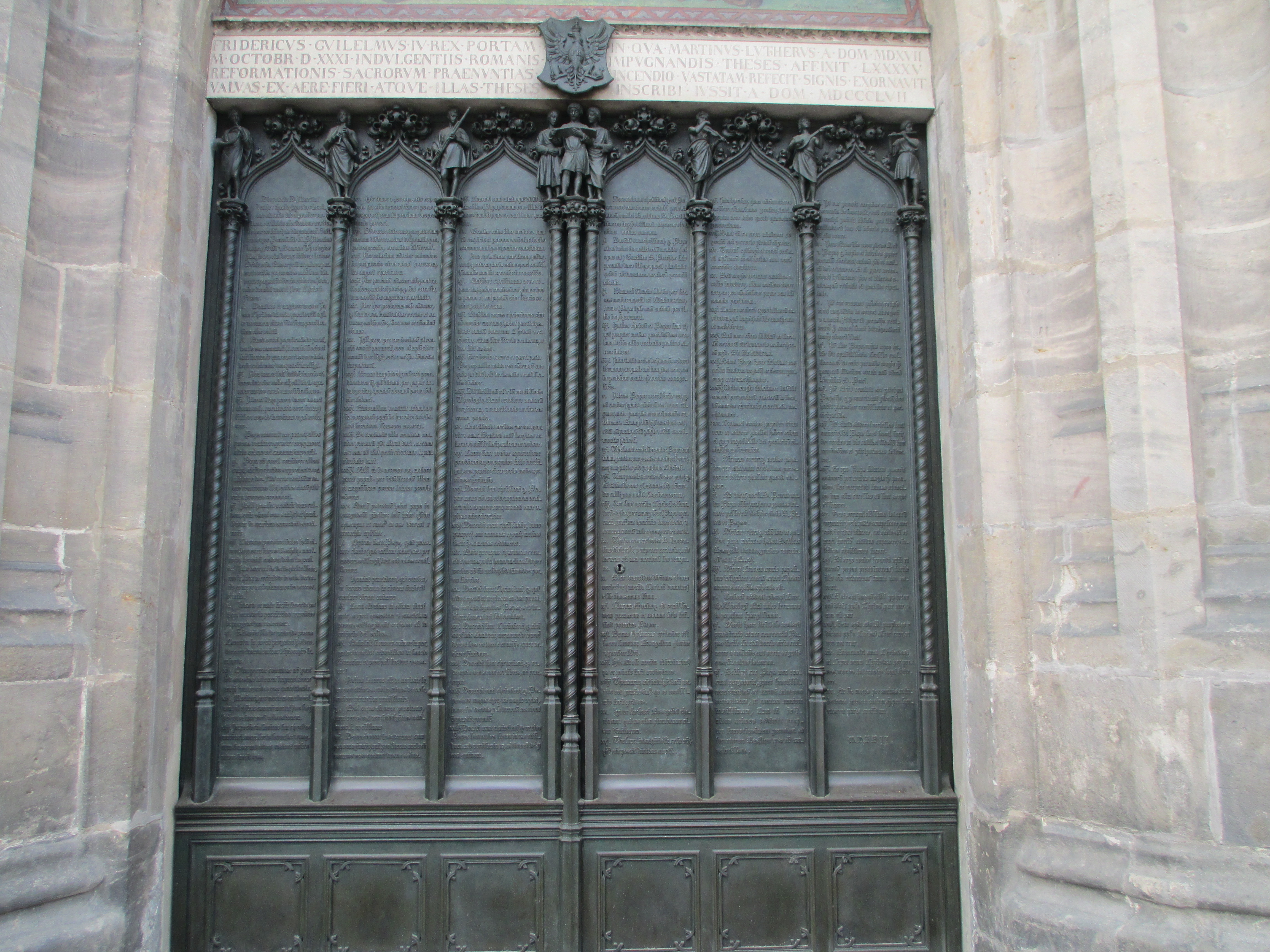
A wittenbergi vártemplom kapuja